# Siganus uspi
Siganus uspi Gawel & Woodland, 1974 è un pesce osseo marino appartenente alla famiglia Siganidae.

## Etimologia
S. uspi prende il suo nome scientifico dall'Università del Pacifico del Sud (University of the South Pacific, USP).

## Distribuzione e habitat
La specie è endemica delle isole Figi. Esistono sporadiche segnalazioni dalla Nuova Caledonia ma si tratta probabilmente di errori di identificazione.
Vive nelle barriere coralline dove frequenta soprattutto le cadute esterne e le aree con una certa profondità. È una specie poco comune.
Il range batimetrico in cui vive va da 3 a 30 metri.

## Descrizione
Questa specie ha corpo ovale, compresso lateralmente. La bocca è piccola ed è portata su un muso appuntito e sporgente. La pinna dorsale è unica e piuttosto lunga, leggermente più elevata nella parte posteriore; presenta 13 raggi spiniformi. La pinna anale è simile ma lunga circa la metà, con 7 raggi spinosi. La pinna caudale è ampia, a margine tronco con una lieve intaccatura centrale. La livrea è caratteristica, nero con riflessi violacei nella parte anteriore e giallo vivo nella parte posteriore e sulle pinne pettorali. La divisione delle due colorazioni è molto netta, il colore nero comprende anche i raggi spiniformi delle pinne dorsale e anale mentre l'intera pinna caudale è gialla. Può essere presente una fascia biancastra a forma di mezzaluna sul preopercolo branchiale.
Raggiunge i 24 cm di lunghezza.

## Biologia
Gli adulti vivono in coppie. I giovanili formano banchi. I raggi spiniformi delle pinne sono veleniferi e causano punture estremamente dolorose.

### Alimentazione
Si nutre di alghe bentoniche carnose.

## Pesca
Viene catturato per rifornire il mercato acquariofilo.

## Conservazione
Questa specie non è comune e il suo areale è molto ristretto. Essendo le isole Figi un arcipelago composto da numerose isole le popolazioni sono naturalmente frammentate. Le principali minacce sono la sovrapesca per il mercato acquariofilo e la degradazione dell'habitat corallino dovuto allo sviluppo di infrastrutture residenziali, industriali e turistiche.